# Bodo Menze

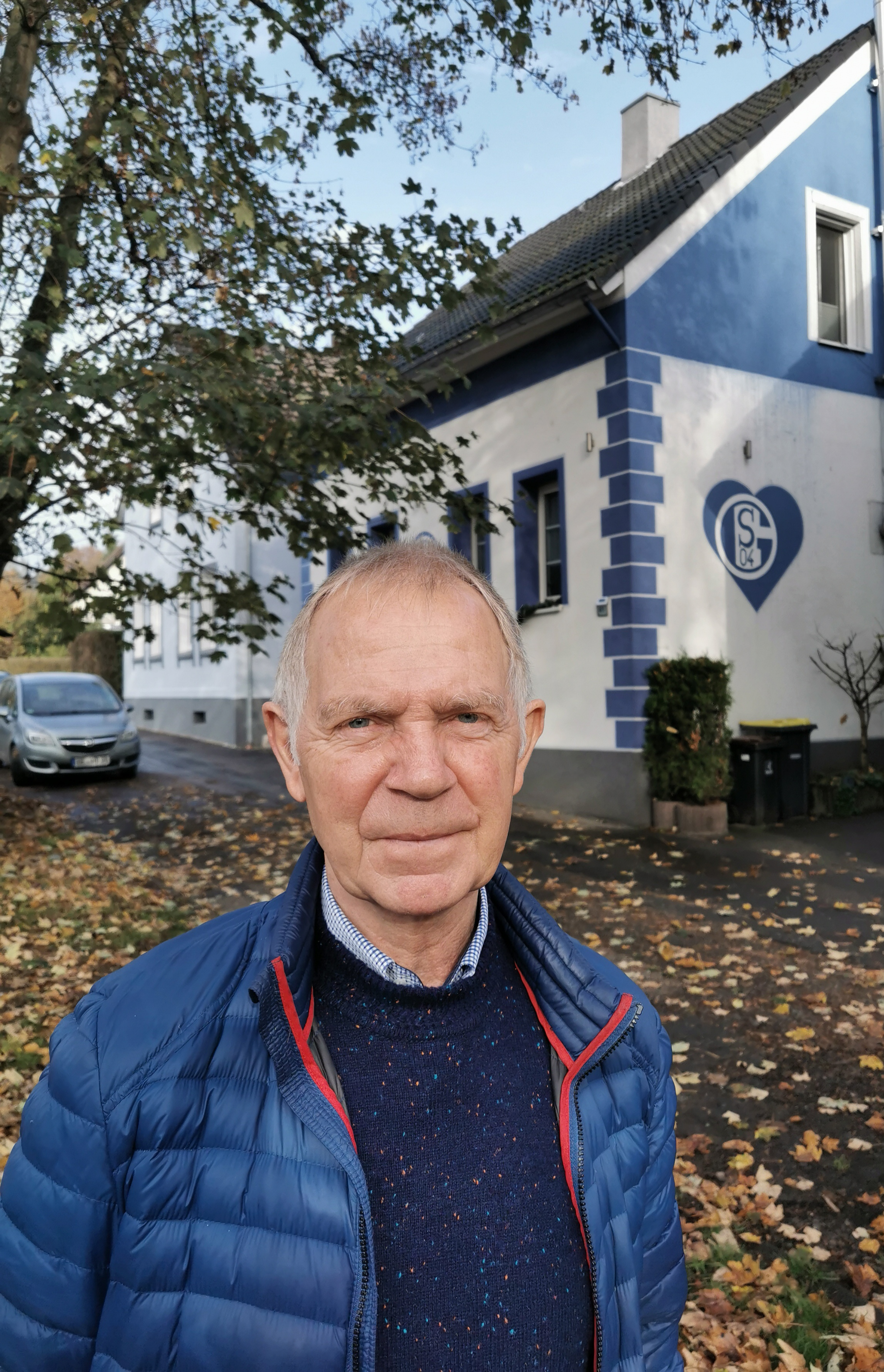
Bodo Menze (2020)

Bodo Menze (* 20. April 1953 in Gelsenkirchen) ist ein deutscher Fußballfunktionär. Von 1991 bis Ende 2013 war er Nachwuchskoordinator des FC Schalke 04.

## Leben
Bodo Menze wurde in einem Haus an der Gelsenkirchener Glückauf-Kampfbahn geboren. 1964 trat er dem FC Schalke 04 bei und durchlief als aktiver Spieler mehrere Jugendmannschaften. Von 1976 bis 1981 studierte er Französisch und Sport an der Ruhr-Universität Bochum, absolvierte das Lehramtsreferendariat und beendete das Studium mit dem zweiten Staatsexamen. Anschließend absolvierte er an der DSHS eine Ausbildung zum Fußballlehrer, die er mit einem Diplom abschloss. 1985 verpflichtete ihn der Fußballverband Niederrhein mit Sitz in Duisburg-Wedau als Trainer, wo er am 22. Dezember 1990 mit der Auswahlmannschaft des Verbandes den DFB-Länderpokalwettbewerb der Auswahlmannschaften gewann.
1991 holte ihn der damalige Präsident Günter Eichberg als Jugendmanager zum FC Schalke 04 zurück. Die Nachwuchsarbeit lag zu dieser Zeit bei den meisten Vereinen, so auch bei Schalke, weitestgehend brach. Menze führte in Gelsenkirchen professionelle Strukturen ein. Mit Manfred Dubski, Norbert Elgert, Lothar Matuschak und weiteren Trainern installierte Menze hauptamtliche Kräfte, die zum Erfolg der Schalker Jugendarbeit in den kommenden Jahren stark beitrugen. 1993 initiierte er eine Zusammenarbeit mit der Gesamtschule Berger Feld, um die Schul- und Fußballausbildung der Nachwuchstalente enger zu koordinieren. Ein Jahr später entstand in Kooperation mit dem LSB NRW und dem NRW-Innenministerium das „Talentförderprojekt Gelsenkirchen“. 2007 wurde die Gesamtschule Berger Feld unter der Leitung des Schulleiters Georg Altenkamp als erste Schule in NRW vom DFB als Eliteschule des Fußballs ausgezeichnet.
Unter der Ägide von Bodo Menze etablierten sich viele Schalker Jugendspieler in den deutschen Profiligen – 50 von ihnen allein in den Jahren zwischen 2003 und 2013. Eigengewächse wie Manuel Neuer, Ralf Fährmann, Benedikt Höwedes, Joel Matip, Mesut Özil, Julian Draxler, Max Meyer, Sead Kolašinac, Leroy Sané oder Kaan Ayhan schafften den Sprung in das Schalker Bundesligateam. 2006 und 2012 wurde die U 19 von Schalke deutscher Meister, 2002 gewann die U-17 den Titel. Hinzu kamen mehrere Pokalerfolge und Siege bei internationalen Turnieren.
Von 1996 bis 2009 befasste sich Menze mit dem Aufbau der Knappenkids-Camps. Sie waren Vorläufer der heutigen FC-Schalke04-Fußballschule. Die Knappenkids-Camps wurden in Duisburg-Wedau (1996–2009), auf Sylt (2008–2009) und in Dubai (2009) jeweils eine Woche lang mit 96 Teilnehmern (Duisburg/Sylt) und 23 Teilnehmern (Dubai) durchgeführt. 2009 ist das „Trainingskonzept der Schalker Knappenkids“ erschienen. Dieses wurde Grundlage der Präsentation zahlreicher Ideen der Nachwuchsförderung auf nationalen und internationalen Trainerkongressen.
Neben seiner Tätigkeit bei Schalke 04 war Bodo Menze als Vize-Vorsitzender der Arbeitsgemeinschaft Nachwuchsleistungsförderung in der European Club Association tätig. Bis zum 31. Dezember 2013 war er Administrativer Leiter des Schalker Nachwuchsleistungszentrums (seit 2012 „Knappenschmiede“). Parallel dazu war er als Vorsitzender des Liga-Ausschusses des Westdeutschen Fußballverbandes (WDFV) Mitglied des WDFV-Präsidiums. 2010–2012 war er als Sprecher der Fußball-Regionalliga West Mitglied im DFB-Spielausschuss. Für die langjährige Tätigkeit im Regionalverband verlieh ihm der WDFV 2019 die silberne Ehrennadel. Von 2006 bis Juli 2019 war er in seinem Verein für den Bereich „Internationale Beziehungen und Verbände“ zuständig. Seit 2016 gehört er dem Vorstand der Stiftung Schalker Markt an, die sich die Revitalisierung der Stadtteile Schalke und Schalke-Nord zum Ziel gesetzt hat. Seit der Saison 2020/21 fungiert er als Schirmherr beim Aufbau der Mädchen- und Frauenfußballabteilung.